# سفارة أوكرانيا في هولندا
سفارة أوكرانيا في هولندا هي أرفع تمثيل دبلوماسي لدولة أوكرانيا لدى هولندا تقع السفارة في لاهاي وهي تهدف لتعزيز المصالح الأوكرانية في هولندا.

## وصلات خارجية
- قائمة سفارات أوكرانيا
- قائمة السفارات في هولندا

قالب:سفارات في هولندا